# Temporada de furacões no oceano Atlântico de 1952
A temporada de furacões no Atlântico de 1952 foi a última temporada de furacões no Atlântico em que ciclones tropicais foram nomeados usando o alfabeto fonético conjunto Exército/Marinha. Foi uma temporada quase normal de furacões no Atlântico, embora tenha sido a menos ativa desde 1946. A temporada começou oficialmente em 15 de junho; no entanto, uma tempestade pré-temporada sem nome formou-se no dia de Groundhog, tornando-se a única tempestade registada no mês de fevereiro. Os outros seis ciclones tropicais foram nomeados usando o alfabeto fonético Exército/Marinha, o primeiro dos quais se formou em 18 de agosto. A tempestade final da temporada dissipou-se em 28 de outubro, duas semanas e meia antes da temporada terminar oficialmente em 15 de novembro.
Quatro ciclones tropicais fizeram desembarque durante a temporada, sendo a primeira a tempestade tropical de fevereiro que cruzou o sul da Flórida. O primeiro furacão, chamado Able, atingiu a Carolina do Sul com ventos de 160 km/h, causando grandes danos perto da costa e grandes cortes de energia. Ele subiu a maior parte da costa leste dos Estados Unidos, deixando 3 mortes e danos generalizados. Como um ciclone tropical em desenvolvimento, o Furacão Charlie causou inundações e deslizamentos de terra no sudoeste de Porto Rico. A última e mais forte da temporada, o Furacão Fox, atingiu Cuba com ventos de 233 km/h; matou 600 pessoas e deixou grandes danos, particularmente para a safra de açúcar, chegando a US$ 10 milhões (1952 USD).

## Sistemas

### Tempestade tropical Um
Em 2 de fevereiro, uma baixa não frontal formou-se no mar do Caribe Ocidental dois meses após o final da temporada de furacões. Moveu-se rapidamente para o norte-noroeste e adquiriu ventos fortes enquanto escovava a costa norte de Cuba. No início de 3 de fevereiro, a tempestade atingiu Cabo Sable, Flórida e rapidamente atravessou o estado. O Serviço Nacional de Meteorologia de Miami registou uma rajada de vento de 110 km/h durante a sua passagem. Os ventos danificaram janelas e linhas de elétricas, capturando moradores e turistas desprevenidos. O ciclone também trouxe 50 a 100 mm de precipitação ao longo do seu percurso, causando danos nas colheitas no Condado de Miami-Dade.
Após deixar a Flórida, a tempestade rapidamente se tornou uma tempestade tropical em 3 de fevereiro, a única tempestade tropical ou subtropical registada no mês. A tempestade continuou rapidamente para o Nordeste, alcançando ventos máximos sustentados de 110 km/h. Em 4 de fevereiro, ele evoluiu para um ciclone extratropical ao largo da costa da Carolina do Norte. Mais tarde naquele dia, passou sobre o Cabo Cod, e no início de 5 de fevereiro dissipou-se depois de atravessar para o Maine. A tempestade causou cortes de energia dispersos e ventos fortes por toda a Nova Inglaterra.

### Furacão Able
Mais de seis meses depois da tempestade anterior se dissipar, uma depressão tropical formou-se ao largo da costa oeste da África em 18 de agosto. Mudou-se geralmente para oeste-noroeste durante grande parte da sua duração, intensificando-se em uma tempestade tropical em 24 de agosto a leste das Pequenas Antilhas. No dia seguinte, Os caçadores de furacões confirmaram a presença da tempestade Tropical Able. Passando ao norte das Ilhas, a tempestade atingiu o status de furacão em 27 de agosto. Em 30 de agosto, Able virou-se para o noroeste devido a uma frente fria que se aproximava, e no dia seguinte fez desembarque perto de Beaufort, Carolina do Sul como um furacão de categoria 2 com ventos máximos sustentados de 155 km/h. A cidade foi fortemente danificada,Staff Writer (31 de agosto de 1952). «Three Dead in U.S. Hurricane». The Age. Consultado em 13 de janeiro de 2011</ref> e foi brevemente isolada após os ventos terem derrubado linhas elétricas e as linhas telefónicas. Em toda a Carolina do Sul, o furacão causou duas mortes indiretas, bem como danos moderados totalizando US$ 2,2 milhões (US$ 1952).
Como Able virou para norte e nordeste sobre a terra, os ventos rapidamente enfraqueceram para a força de tempestade tropical, embora manteve ventos fortes através da Carolina do Norte, Virgínia e Maryland; isso foi devido a permanecer sobre o terreno plano a leste das Montanhas Apalaches, bem como manter uma pluma de humidade tropical do sul. Deixou danos leves na Carolina do Norte, alguns devido a um tornado. Em Maryland, chuvas fortes causaram enchentes generalizadas, que apagaram os trilhos da estrada de Ferro de Baltimore e Ohio perto de Baltimore. Em Ellicott City, Maryland, as chuvas inundaram várias casas, forçando as famílias a evacuar. Dois tornados também foram relatados na região, e os danos na área de Washington, D. C. chegaram a US$ 500.000 (1952 USD). Mais a nordeste, a tempestade continuou a produzir chuvas fortes, causando inundações, bem como uma morte indireta na Pensilvânia. Depois de passar pela Nova Inglaterra, Able dissipou-se em 2 de setembro perto de Portland, Maine.

### Tempestade tropical Três
Uma frente fria foi localizada ao norte das Bahamas em 26 de Agosto, com uma ampla área de giro ciclônico localizado a leste do Norte da Flórida. As pressões atmosféricas estavam caindo na região, e ventos fortes foram registados às 12:00 UTC de 27 de agosto. Com base na estrutura, estima-se que a baixa frontal se tenha tornado uma tempestade tropical às 18:00 UTC desse dia. Relatos de navios na região sugeriram ventos máximos sustentados de 85 km/h. Havia ar muito seco no lado oeste do sistema, incomum para agosto, e o raio de ventos máximos era de cerca de 185 km, sugerindo que a estrutura poderia ter sido semelhante a um ciclone subtropical. A tempestade continuou a noroeste, fazendo desembarque muito perto de Myrtle Beach, Carolina do Sul às 02:00 UTC de 28 de agosto. A chuva espalhou-se pelas Carolinas, mais tarde intensificada pelo furacão Able poucos dias depois, enquanto as cidades relataram ventos de cerca de 55 km/h. A tempestade enfraqueceu-se sobre a terra e dissipou-se no final de 28 de agosto sobre o leste do Kentucky.

### Furacão Baker
O terceiro ciclone tropical da temporada se desenvolveu em 31 de agosto a uma curta distância a leste das Pequenas Antilhas do Norte. A sua presença foi relatada por um navio no dia seguinte que encontrou mares cavados e ventos fortes. Como resultado, o Departamento Meteorológico enviou os caçadores de furacões para investigar o sistema, que relatou um furacão fortalecendo movendo-se para noroeste. Dado o nome de Baker, o furacão passou ao norte das Pequenas Antilhas, alcançando ventos máximos sustentados de 175 km/h no final de 3 de setembro. Durante vários dias, os caçadores de furacões relataram ventos semelhantes, juntamente com rajadas até 230 km/h (140 mph).
Com um grande anticiclone localizado sobre o Vale de Ohio, Baker virou para o nordeste em 5 de setembro, passando a cerca de meio caminho entre as Bermudas e a Carolina do Norte. O furacão enfraqueceu-se lentamente à medida que se movia através do Oceano Atlântico Norte, apenas faltando Terra Nova, mantendo ventos de 130 km/h. Rajadas de vento na Península de Avalon atingiram 110 km/h, tendo sido registados graves danos na pesca em Lower Island Cove. Depois de afetar a Ilha, Baker se transformou em uma tempestade extratropical, que durou mais um dia antes de se dissipar ao sul da Gronelândia.

### Tempestade tropical Cinco
Uma frente fria dissipada parou no nordeste do Oceano Atlântico em 7 de setembro, a nordeste dos Açores. Naquele dia, uma circulação fechada se desenvolveu e rapidamente se tornou independente da frente. Com base em uma estrutura térmica uniforme, bem como relatos de navios na região de ventos fortes perto do centro, estima-se que o sistema se tornou uma tempestade tropical no início de 8 de setembro. Formando-se a uma latitude de 42.0° N, Este sistema é notável por ser o ciclone tropical mais Setentrional na base de dados de furacões no Atlântico, datando de 1851.
O sistema moveu-se para oeste-sudoeste, atípico para ciclones naquela região durante Setembro. Em 9 de setembro, a tempestade virou para sudeste, alcançando ventos máximos estimados de 85 km/h, com base em observações do navio. Movendo-se lentamente através do norte dos Açores, a tempestade produziu ventos de 55 km/h ao longo da Ilha Terceira. Ele enfraqueceu-se lentamente, e no final de 10 de setembro o sistema se degradou em uma depressão tropical. No dia seguinte, o sistema estava interagindo com uma frente fria se aproximando, indicando que a depressão havia se transformado em um ciclone extratropical. Por volta das 20:00 UTC, a tempestade moveu-se para terra na ponta sudoeste de Portugal com ventos fortes. A tempestade virou para noroeste através da Península Ibérica, dissipando-se em 14 de setembro sobre o sudoeste da França.

### Furacão Charlie
Em 22 de setembro, uma onda tropical se moveu para o leste do mar do Caribe, gerando uma depressão tropical perto de Ilha de São Domingos no início de 24 de setembro. À medida que seguia para oeste-noroeste, a baixa precipitação caiu, atingindo um máximo de 112 mm em Christiansted, Ilhas Virgens dos Estados Unidos, bem como 300 mm em Garzas, Porto Rico. Em Porto Rico, as chuvas causaram deslizamentos de terra que afetaram Sete Cidades, notadamente Ponce, a segunda maior cidade da ilha. Lá, pelo menos 14 edifícios foram destruídos. As inundações deixaram mais de 1.000 pessoas desabrigadas, 300 dos quais se refugiaram num abrigo da Cruz Vermelha. No geral, as inundações na ilha mataram quatro pessoas e deixaram danos moderados de cerca de US$ 1 milhão (1952 USD).
Depois de afetar Porto Rico, a baixa continuou a se organizar, e, posteriormente, atingiu a República Dominicana em 23 de setembro. A circulação interrompeu-se ao atravessar Hispaniola, embora se tenha reorganizado perto das Ilhas Turks e Caicos e se tenha tornado a tempestade Tropical Charlie antes de chegar a essas ilhas. Em 25 de setembro, Charlie atingiu o status de furacão, e devido ao seu movimento contínuo a noroeste, o Weather Bureau aconselhou pequenas embarcações a permanecer no porto na costa sudeste dos Estados Unidos. No entanto, o furacão virou-se para norte e nordeste em 26 de setembro, durante o qual os caçadores de furacões registaram ventos máximos sustentados de 195 km/h. Ameaçou brevemente as Bermudas, levando a Força Aérea dos Estados Unidos a evacuar a sua frota de aviões da Base da Força Aérea de Kindley. Charlie finalmente dirigiu-se a noroeste das Bermudas, e mais tarde começou a enfraquecer. Em 29 de setembro, o ciclone virou para leste, e mais tarde naquele dia se tornou um ciclone extratropical. Os remanescentes duraram mais dois dias antes de dissipar a 640 km a sudeste da Terra Nova.

### Tempestade tropical Dog
Em 18 de setembro, uma onda tropical deixou a costa oeste da África, que gerou um ciclone tropical a leste das Pequenas Antilhas em 24 de setembro. O sistema rapidamente se intensificou e recebeu o nome de Dog. A tempestade moveu-se para noroeste por toda a sua duração. Em 26 de setembro, caçadores de furacões observaram ventos de 126 km/h, com rajadas de 160 km/h, embora não conseguissem localizar um centro fechado de circulação. Operacionalmente, Dog foi classificado como um furacão, mas uma reanálise em 2015 rebaixou a intensidade da tempestade para um pico de 110 km/h, tornando-a uma forte tempestade tropical. O Dog começou a enfraquecer em 27 de setembro, e nos dias seguintes a circulação perdeu a sua definição. Em 29 de setembro, Dog enfraqueceu-se para uma depressão tropical e dissipou-se no dia seguinte. O Weather Bureau aconselhou os navios a evitar a tempestade, mas o Dog em geral não afetou a terra.

### Tempestade tropical Oito
Em 24 de setembro, uma onda tropical saiu da costa oeste da África. Estima-se que uma circulação fechada se desenvolveu no dia seguinte, sugerindo a formação de uma depressão tropical. Em 26 de setembro, a ilha de Santiago, dentro de Cabo Verde, registou ventos de 45 km/h quando o sistema estava passando para sudoeste. Uma pressão mínima de 1,000 mbar (30 inHg) e relatos de ventos máximos sustentados de 55 km/h indicam que o sistema alcançou ventos máximos sustentados de 75 km/h, ou uma tempestade tropical mínima. Virou-se para o norte em 27 de setembro e provavelmente enfraqueceu, embora as observações fossem escassas. Em 30 de setembro, o sistema perdeu a sua circulação e degenerou em um cavado aberto.

### Furacão Easy
Em 6 de outubro, uma depressão tropical formou-se a cerca de 1.100 km a leste de Antígua, perto de onde a tempestade Tropical Dog se desenvolveu uma semana antes. A depressão seguiu para o norte, e foi detectada pelos caçadores de furacões em 7 de outubro como uma tempestade tropical fortalecida. Nessa base, a tempestade foi nomeada Easy. Em 8 de outubro, os caçadores de furacões observaram um olho de 46 km e rajadas de vento a 185 km/h. Nessa base, Easy foi classificado como um furacão com ventos máximos sustentados de 165 km/h. Naquela época, o furacão havia se virado bruscamente para o leste, e mais tarde começou a se mover em direção ao sul. Easy começou a se enfraquecer, e uma aeronave relatou ventos de apenas 77 km/h em 9 de outubro. A tempestade seguiu para sudoeste, dissipando-se em 11 de outubro a cerca de 249 km a sudoeste de onde se formou. Easy nunca afetou terra.

### Furacão Fox
O ciclone tropical mais forte da temporada formou-se em 20 de outubro no Mar do Caribe ao largo da costa noroeste da Colômbia, acredita-se ter sido da zona de Convergência Intertropical. Ele se moveu para noroeste, intensificando-se em uma tempestade tropical em 21 de outubro e um furacão no dia seguinte. Fox posteriormente virou-se para o norte, intensificando-se para um grande furacão enquanto passava a oeste das Ilhas Cayman. No final de 24 de outubro, o ciclone atingiu a pequena ilha de Cayo Guano del Estes, no Arquipélago de los Canarreos, ao sul de Cienfuegos, Cuba. Atingiu a ilha com ventos máximos sustentados de 230 km/h, e a ilha relatou uma pressão mínima de 934 mbar (27,59 inHg). Pouco tempo depois, Fox atravessou a costa continental de Cuba a oeste de Cienfuegos, e enfraqueceu-se ao atravessar a ilha.
O furacão Fox atravessou Cuba em uma área rural dominada por plantações de açúcar, com grandes danos relatados a 36 fábricas. Numa cidade, o furacão destruiu cerca de 600 casas e danificou mais de 1000. Através da ilha, os ventos mais fortes derrubaram grandes árvores e encalharam um grande cargueiro em terra. Chuvas fortes afetaram todos, exceto o extremo leste e oeste da ilha, com um pico de 174 mm perto de Havana. As chuvas inundaram áreas baixas e fizeram com que Rios excedessem as suas margens. Em toda Cuba, o Furacão Fox matou 600 pessoas, e deixou para trás danos pesados totalizando US$ 10 milhões (US$ 1952). Fox estava entre os furacões mais fortes para atingir o país.
Depois de atravessar Cuba, Fox emergiu no Oceano Atlântico com ventos de 160 km/h, cruzando Andros central e virando para leste através das Bahamas. Em Nova Providência, o furacão deixou 337 mm de chuva, ventos fortes causaram graves danos nas culturas, deixando 30% da cultura de tomate destruída. Depois de um breve fortalecimento para um grande furacão, a Fox começou uma tendência de enfraquecimento constante. Ele virou abruptamente para o norte-noroeste, seguido por outra virada para o Nordeste. Em 28 de outubro, Fox foi absorvida por uma frente fria a oeste-sudoeste das Bermudas.

### Tempestade tropical Onze
Uma frente fria parou ao norte das Ilhas Virgens. Em 23 de novembro, gerando uma tempestade extratropical no dia seguinte. O sistema fortaleceu-se enquanto se movia para o norte, alcançando ventos fortes em 25 de novembro. Era um grande sistema, e um navio na vizinhança relatou uma pressão de 994 mbar (29,4 inHg). A observação, dentro de um ambiente quente e em concordância com ventos fortes, sugeriu que o sistema se tornou uma tempestade tropical no dia 26 de novembro, embora o sistema provavelmente foi um ciclone subtropical, devido à estrutura. Virando para oeste-noroeste ao longo de uma frente fria dissipada, a tempestade alcançou ventos máximos sustentados de 95 km/h em 27 de novembro. Outra frente na região dirigiu a tempestade para sul e leste em um círculo anti-horário. Enfraquecendo ligeiramente, o sistema rapidamente se transformou em uma tempestade extratropical em 30 de novembro antes de dissipar-se mais tarde naquele dia dentro da frente.

## Nomes das tempestades
Estes nomes foram usados para nomear tempestades durante a temporada de 1952, os nomes da terceira e última tempestade foram retirados do alfabeto fonético exército conjunto/Marinha. Os nomes que não foram usados para designar ciclones tropicais estão marcados em cinzento.
| - Able - Baker - Charlie - Dog - Easy - Fox - George (sem usar) | - How (sem usar) - Item (sem usar) - Jig (sem usar) - King (sem usar) - Love (sem usar) - Mike (sem usar) - Nan (sem usar) | - Oboe (sem usar) - Peter (sem usar) - Queen (sem usar) - Roger (sem usar) - Sugar (sem usar) - Tare (sem usar) | - Uncle (sem usar) - Victor (sem usar) - William (sem usar) - Xray (sem usar) - Yoke (sem usar) - Zebra (sem usar) |